# Бжезінкі (Єнджейовський повіт)
Бжезінкі (пол. Brzezinki) — село в Польщі, у гміні Водзіслав Єнджейовського повіту Свентокшиського воєводства.
Населення — 128 осіб (2011).
У 1975-1998 роках село належало до Келецького воєводства.

## Демографія
Демографічна структура на день 31 березня 2011 року:
|          | Загалом | Допрацездатний вік | Працездатний вік | Постпрацездатний вік |
| -------- | ------- | ------------------ | ---------------- | -------------------- |
| Чоловіки | 61      | 10                 | 44               | 7                    |
| Жінки    | 67      | 8                  | 38               | 21                   |
| Разом    | 128     | 18                 | 82               | 28                   |